# پسی، هلند
پسی (به هلندی: Pesse) یک منطقهٔ مسکونی در هلند است که در هوخه‌فین واقع شده‌است. پسی ۱٬۸۰۰ نفر جمعیت دارد.